# Skatteøen (musical)
 For alternative betydninger, se Skatteøen (flertydig). (Se også artikler, som begynder med Skatteøen)
Skatteøen er en dansk musical baseret på Robert Louis Stevensons roman af samme navn. Musicalen har musik af Sebastian.
Skatteøen havde premiere på Folketeatret i 1986.
Musikken udkom også på plade (udgivet af Medley Records), hvor besætningen udover Sebastian bestod af en række af danske pop- og rocksangere, herunder Peter Thorup, Lis Sørensen, Lars H.U.G, Steffen Brandt, Michael Falch, Allan Mortensen, Anne Grete, Søs Fenger, Flemming "Bamse" Jørgensen, Jørn Mader og Jarl Friis-Mikkelsen.

## Opsætninger
- Folketeatret, 2/nov-31/dec 2023, turné 26/jan- 24/mar 2024
- KLAK på Rønne Teater, 2023
- Nørrebro Musicalteater, 2022
- Folketeatret, 2019
- Musical Silkeborg, Jysk Musikteater 2018
- Brande Teaterspirerne, 2017[1]
- Mastodonterne, 2017
- Hokksund ByTeater Junior, 2017
- Herlev Revy og Teater, 2016
- Folketeatret, turné, 2015
- Mastodonterne i Falconer Salen, 2013
- Musikteatret Vejle, 2013
- Helle Amatør Teater Samvirke (HATS), 2011
- Folketeatret, 2009
- Odense Teater, 2009
- Sukkerkogeriet, Odense 2008
- Mastodonterne, 2004
- Folketeatret, 2001
- Brande Teaterspirerne, 20?
- Herlev Revy og Teater, 1994
- Mastodonterne, 1988
- Folketeatret, 1986

## Albumversionen
En albumversion af musicallen blev udgivet på Medley i 1986 og solgt i over 160.000 eksemplarer. Produceret af Sebastian.

### Trackliste

#### Side A
1. Sørøversangen (Sebastian)
2. Admiral Benbow (Velkomst) (Sebastian)
3. Drømmen (Jacob Rosenberg)
4. Det sorte tegn (Lars H.U.G.)
5. Find ham, find ham (Steffen Brandt)
6. Naboerne (Søs Fenger, Anne Grete & Lis Sørensen)
7. De engelske dyder (Flemming Bamse Jørgensen & Jarl Friis-Mikkelsen)
8. Fuld af nattens stjerner (Lis Sørensen & Jørn Mader)

#### Side B
1. Brødre skal vi dele (Michael Falch)
2. Hispaniola (Jacob Rosenberg, Søs Fenger & Lis Sørensen)
3. En, to, tre (så er vi borte) (Michael Falch)
4. Ostesangen (Sebastian)
5. Den flyvende hollænder (Peter Thorup)
6. Dumt og dyrt at takke nej (Michael Falch, Jacob Rosenberg & Allan Mortensen)
7. Blod og guld (Michael Falch, Flemming Bamse Jørgensen & Jarl Friis-Mikkelsen)
8. Hyldest til England (Flemming Bamse Jørgensen & Jarl Friis-Mikkelsen)
9. Tak fordi I kom (Sebastian)